# Blue (Fine Young Cannibals)
Blue is een nummer van de Britse band Fine Young Cannibals uit 1985. Het is de tweede single van hun titelloze debuutalbum.
"Blue" gaat over een man die veel pech heeft; hij is verlaten door zijn vrouw en voelt zich daarnaast niet begrepen door de overheid. Het nummer werd een bescheiden hit in het Verenigd Koninkrijk en Oceanië. In het Verenigd Koninkrijk bereikte het de 41e positie. Het Britse succes waaide niet over naar het Nederlandse taalgebied; daar wist het namelijk geen enkele hitlijst te bereiken.

## Tracklijst
7"-single
1. "Blue" - 3:31
2. "Wade in the Water" - 2:57